# Кокуши (Даровской район)
Кокуши — упразднённая в 2007 году деревня в Даровском районе Кировской области. Находилась на территории современного Верховонданского сельского поселения.

## География
Расположена у административной границы с Костромской областью. Рядом протекает река Луптюг.

### Ближайшие населённые пункты
- д. Манинцы (↑ 1.7 км)
- д. Быркун 4-й (↘ ≈2.3 км)
- д. Лебеди (← 2.7 км)
- д. Кошкари (↓ 3.5 км)
- д. Быркун (↘ 3.6 км)
- д. Рогачи (↙ 3.9 км)
- д. Малые Лебеди (← 4 км)
- поч. Вторые Манинцы (↗ ≈4 км)

## Топонимика
Список населённых мест Вятской губернии 1859—1873 гг. населённый пункт приводит как': При рч. Луптюге и Лосовке (Кокуши).

## История
Упразднён Законом Кировской области № 86-ЗО от 21.02.2007.

## Население
Список населённых пунктов Кировской области по данным Всесоюзной переписи населения 1989 года приводит данные по деревне Кокуши: прописано 27 человек, из них	10 мужчин,	17 женщин (Источник: 1. Итоги Всесоюзной переписи населения 1989 года по Кировской области [Текст] : сб. Т. 3. Сельские населенные пункты / Госкомстат РСФСР, Киров. обл. упр. статистики. – Киров:, 1990. – 236 с.)

## Инфраструктура
Было личное подсобное хозяйство.

## Транспорт
Просёлочные дороги.